# Географія Гуаму

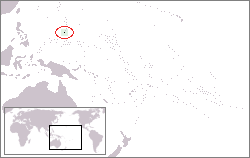
Розташування Гуаму

Гуам є заморською територією Сполучених Штатів Америки. Цей острів розташований у західній частині Тихого океану і є найбільшим у Маріанському архіпелазі. Гуам характеризується різноманітним рельєфом і тропічним вологим кліматом.

## Розташування

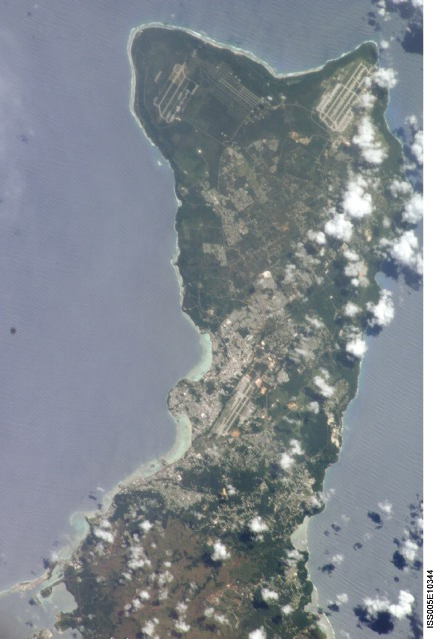
Супутниковий знімок північної частини острова

Площа острова становить 541,3 км². Берегова лінія — 125,5 км.
Острів розташований у південно-західній частині Тихого океану, приблизно за 2000 км на схід від Філіппін. Гуам є важливим транзитним вузлом, що з'єднує країни Південно-Східної Азії з Гаваями.

## Горизонтальна форма
Гуам — найпівденніший острів Маріанського архіпелагу довжиною 51 км і шириною 5-9 км. Берегова лінія помірно розвинена, з невеликими затоками, на заході лежить вузький півострів Ороте. Біля берегів Гуаму є кілька морських островів. Узбережжя як низьке, так і високе, зі скелями, скелястими та галечними пляжами, які також включають скелі, і схилами пагорбів, що спадають до моря. На низькому узбережжі є піщані пляжі, а також є фрагменти мангрового узбережжя. Острів оточений кораловими рифами.

## Геологія

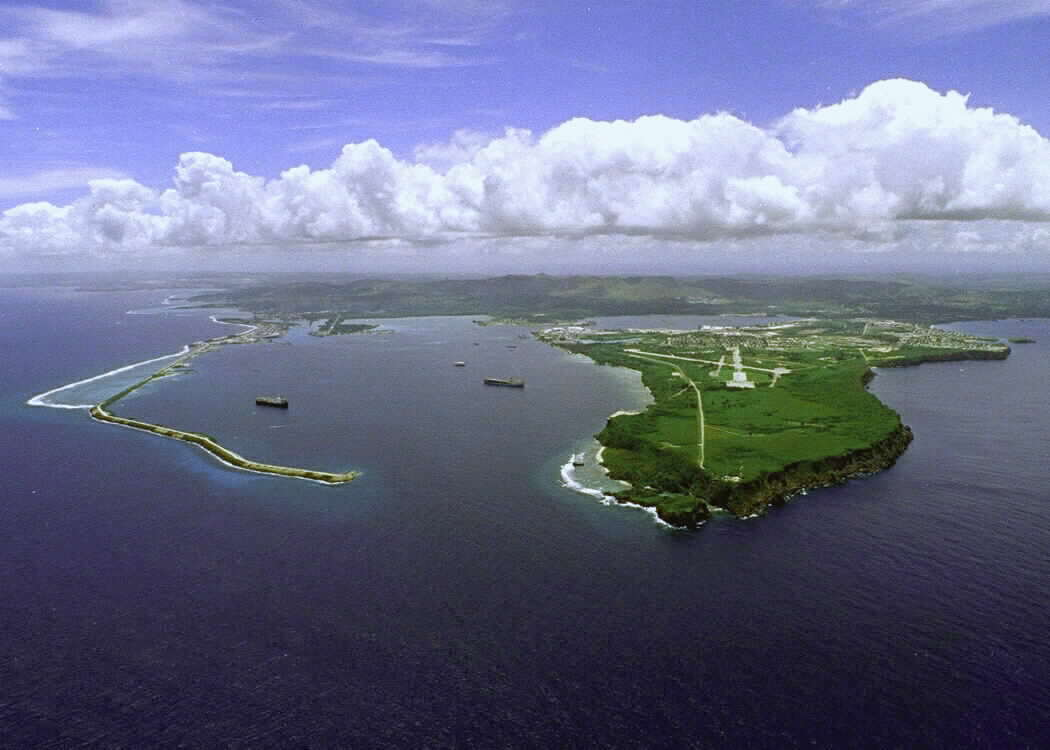
Гуам з висоти пташиного польоту

Острів вулканічного походження, який лежить на стику Філіппінської та Тихоокеанської плит. Він характеризується різноманітною геологічною структурою. Південна частина складається з базальтів і андезитів. Північна частина острова складається в основному з вапняку. Гуам, як правило, низинний, але має різноманітний рельєф. Південна частина острова — високогірна, уздовж узбережжя височини сягають 300—350 м над рівнем моря. У цьому районі підноситься найвища вершина острова — гора Ламлам, (406 м над рівнем моря). Північна частина острова — низовинна.

## Клімат
Гуам лежить у вологому екваторіальному кліматичному поясі. Середні температури 26-27 °C з невеликими річними коливаннями. Добові перепади не перевищують 5 °C. Опадів багато — не менше 2000 мм на рік, досягаючи інколи 3000 мм. Сухого сезону немає, але є період зі зниженою інтенсивністю опадів. Найсильніші дощі випадають з серпня по жовтень. Гуам знаходиться в зоні тайфунів, які обрушуються на острів в період найсильніших опадів, а також до листопада-грудня. Останній сильний тайфун обрушився на острів у грудні 2002 року з поривами вітру до 173 км/год і постійною швидкістю вітру приблизно 140 км/год.

## Водойми
Завдяки кількості опадів і рельєфу річкова мережа добре розвинена. На острові є короткі річки, більшість річок протікає в південній частині острова. У південній частині острова є невелике озеро Фена.

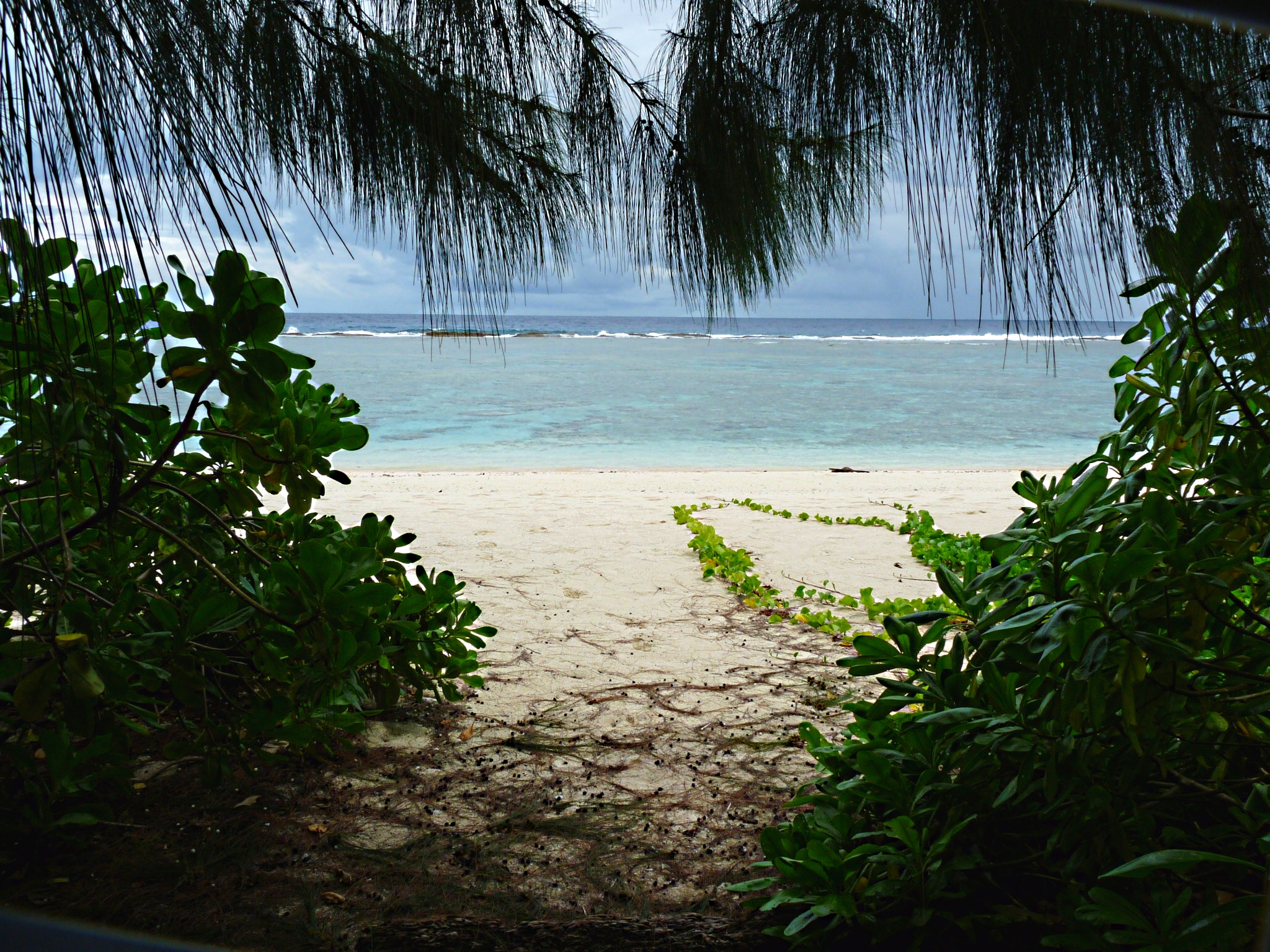
Пляж на Гуамі

## Флора і фауна
Рослинність добре збереглася, хоча в багатьох місцях є сільськогосподарські угіддя. Острів багатий різноманітними видами, налічує понад 600 видів рослин, з яких близько 100 дерев. На острові росте переважно тропічна і субтропічна рослинність. Основні види дерев включають банани, кокосові пальми, хлібні дерева та дерева іфіл. На узбережжі є численні квіткові рослини, папороті, фрагменти мангрової рослинності.
Тваринний світ представлений переважно птахами та рептиліями. Птахи представлені як наземними, так і морськими видами, включаючи сивки, орлани-білохвости, голубів та багато інших видів птахів. Рептилії включають, серед іншого гекониів і змій. Характерним ракоподібним є пальмовий краб. На Гуам також були завезені тварини, які раніше не зустрічалися на острові, наприклад дикі кабани. В океані багато видів риб, у тому числі акули.

## Крайні точки
Три найвищі точки на Гуамі: гора Ламлам на висоті 406 метрів, гора Джумуллонг Мангло на висоті 391 метр і гора Боланос на висоті 368 метрів. Гору Ламлам іноді називають найвищою горою в світі, її абсолютна висота становить 11 530 м, якщо міряти від найнижчого дна Безодні Челленджера за 304 км. Навіть якщо вимірювати від Безодні Сирени, що знаходиться на відстані 145 км, гора Ламлам вища за Мауна-Кеа, яку зазвичай називають найвищою горою.
Крайні північна, східна, південна та західна точки острова Гуам — Рітідіан-Пойнт, Паті-Пойнт, Ага-Пойнт і Пойнт-Удалл відповідно. Однак острів Кокос, розташований біля південного узбережжя Гуаму, є крайньою південною точкою заморської території. Пойнт-Удалл, який раніше називався Ороте-Пойнт, також є західною крайньою точкою США, виміряно від географічного центру Сполучених Штатів.